# If You See Her, Say Hello
If You See Her, Say Hello är en låt skriven och lanserad av Bob Dylan 1975 på albumet Blood on the Tracks. Låten var även b-sida till albumets singel "Tangled Up In Blue". "If You See her, Say Hello" handlar om ett kärleksförhållande som tagit slut, och sångens berättare kan inte få den kvinna som lämnade honom ur tankarna. Han vill inte tränga sig på men undrar hur kvinnan har det, om hon är lycklig, och ber en anonym person som lyssnar om att få veta hur allt står till om denne skulle träffa på kvinnan. Musikaliskt är låten lugnt avskalad med mandolin, orgel, akustisk gitarr och en minimal trumtakt med en hi-hat.
Låten spelades in i slutet av december 1974 i Minneapolis. Låten finns med på samlingsalbumet Masterpieces från 1978. En annan version av låten dök upp på samlingsskivan The Bootleg Series Volumes 1-3 (Rare & Unreleased) 1961-1991. Sångaren Francesco De Gregori har spelat in låten på italienska med titeln "Non dirle che non è così". Den finns även i en svensk version av Lars Fernebring under titeln "Hon finns alltid kvar" på albumet Inte ens ett farväl - Dylan på svenska.